# Делавер (округ, Огайо)
Шаблон:StateAbbr_ 40°17′ пн. ш. 83°01′ зх. д. / 40.28° пн. ш. 83.01° зх. д.
Округ  Делавер (англ. Delaware County) — округ (графство) у штаті  Огайо, США. Ідентифікатор округу 39041.

## Історія
Округ утворений 1808 року.

## Демографія
За даними перепису 
2000 року 
загальне населення округу становило 109989 осіб, зокрема міського населення було 74712, а сільського — 35277.
Серед мешканців округу чоловіків було 54435, а жінок — 55554. В окрузі було 39674 домогосподарства, 30658 родин, які мешкали в 42374 будинках.
Середній розмір родини становив 3,09.
Віковий розподіл населення поданий у таблиці:
| Стать    | До 15 років | 15-21 | 22-29 | 30-39 | 40-49 | 50-65 | 65-85 | Понад 85 |
| -------- | ----------- | ----- | ----- | ----- | ----- | ----- | ----- | -------- |
| Чоловіки | 13480       | 5274  | 4576  | 9241  | 9734  | 8267  | 3612  | 251      |
| Жінки    | 12665       | 4936  | 4990  | 9929  | 9721  | 8165  | 4507  | 641      |

## Суміжні округи
- Морроу — північ
- Нокс — північний схід
- Лікінґ — схід
- Франклін — південь
- Юніон — захід
- Меріон — північний захід

## Виноски
1. ↑  U.S. Decennial Census. United States Census Bureau. Архів оригіналу за 26 квітня 2015. Процитовано 7 лютого 2015.
2. ↑  Historical Census Browser. University of Virginia Library. Архів оригіналу за 11 серпня 2012. Процитовано 7 лютого 2015.
3. ↑  Forstall, Richard L., ред. (27 березня 1995). Population of Counties by Decennial Census: 1900 to 1990. United States Census Bureau. Архів оригіналу за 14 лютого 2015. Процитовано 7 лютого 2015.
4. ↑  Census 2000 PHC-T-4. Ranking Tables for Counties: 1990 and 2000 (PDF). United States Census Bureau. 2 квітня 2001. Архів оригіналу (PDF) за 18 грудня 2014. Процитовано 7 лютого 2015.
5. ↑  State & County QuickFacts. United States Census Bureau. Архів оригіналу за 28 липня 2011. Процитовано 7 лютого 2015.(англ.) Наведено за англійською вікіпедією.
6. ↑  American FactFinder. Бюро перепису населення США. Архів оригіналу за 21 травня 2008. Процитовано 31 січня 2008.

| США | Це незавершена стаття з географії США. Ви можете допомогти проєкту, виправивши або дописавши її. |